# Cerusa veneciana

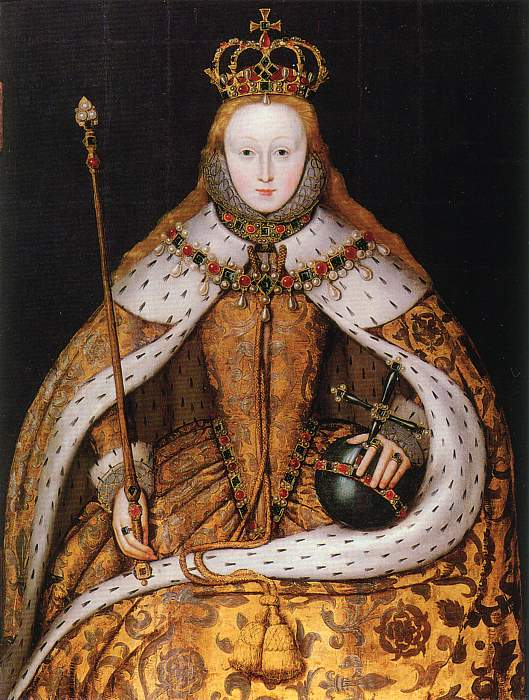
Algunas fuentes afirman que Isabel I de Inglaterra pudo haber usado cerusa veneciana.

La cerusa veneciana, también conocida como blanco de cerusa de Venecia  y espíritu de Saturno, fue un cosmético del siglo XVI utilizado como blanqueador de la piel. Tenía una gran demanda y se consideraba el mejor disponible en ese momento, ya que supuestamente contenía blanco de plomo de la mejor calidad procedente de Venecia, la capital comercial mundial en ese momento. Es similar a la cerusa normal, aunque se comercializó como mejor, más exclusivo y más caro que la variante regular. El pigmento blanco de cerusa es un carbonato de plomo básico de fórmula química 2 PbCO
3·Pb(OH)
2mientras que el mineral cerusita es un simple carbonato de plomo PbCO
3.
Una receta de 1688 describía el cosmético como una mezcla de agua, vinagre y plomo. El uso cosmético de blanco de plomo como pigmento era perjudicial para el cuerpo humano y causaba envenenamiento por plomo, daños en la piel, pérdida de cabello y, en algunos casos, la muerte.

## Usuarios
La cerusa veneciana era la forma de cerusa más cara y buscada, lo que la hacía casi exclusiva de las personas de alto estatus o de la clase adinerada. Fue favorecida por la aristocracia europea debido a su alta calidad.
Una devota usuaria de la cerusa veneciana fue Isabel de Este, cuya apariencia demostró cómo la cerusa provocaba daños permanentes y un envejecimiento prematuro. En 1534, un relato de Pietro Aretino describió su "cara manchada" como "deshonestamente fea y aún más deshonestamente maquillada".
Se pensaba que la cerusa veneciana había sido utilizada con bastante frecuencia por Isabel I de Inglaterra. Sin embargo, algunas fuentes afirman que es posible que solo haya sido una posible usuaria de cerusa veneciana, y críticos como Anna Riehl y Kate Maltby han argumentado que existe poca evidencia histórica para apoyar la afirmación de que Isabel usó cerusa. Se pensó que la muerte de Isabel I pudo haber sido causada por una intoxicación crónica por plomo y el uso combinado de otros químicos peligrosos presentes en sus cosméticos, como el mercurio y el arsénico.
La cerusa también fue culpada por la muerte de Maria Coventry, condesa de Coventry, una socialité londinense, en 1760. Coventry utilizaba la cerusa con frecuencia y se cree que murió por envenenamiento de plomo a los 27 años como resultado de su fiel uso del producto cosmético. El público en general se refirió a ella como "Muerte por vanidad".
Aunque la cerusa veneciana ciertamente fue utilizada predominantemente por mujeres, también se pensó que algunos hombres de la realeza la usaron durante el siglo XVI. Los hombres buscaban una tez de piel clara, ya que se convirtió en un símbolo de la aristocracia y sugería que el individuo no tenía que participar en trabajos al aire libre que broncearían su piel.

## Variantes de la cerusa
Las variantes de la cerusa difieren en función de sus proporciones de carbonato de plomo y cerusa. Algunas fuentes afirman que la cerusa veneciana era casi idéntica a la cerusa normal, sin embargo, debido a sus orígenes en Venecia, pudo comercializarse como el mejor producto disponible en el mercado. Otras fuentes afirman que hubo marcadas diferencias entre las dos variantes de cerusa. A diferencia de la cerusa normal, se decía que la cerusa veneciana estaba hecha de blanco de plomo puro que era más intenso y concentrado en su forma. Debido a la gran demanda de cerusa procedente directamente de Venecia, es posible que hubiera artículos falsificados a la venta en el mercado. Se pensaba que la falsa cerusa contenía una mezcla de tiza o blanco de España, lo que comprometía la blancura, la fragilidad y el peso en comparación con la cerusa veneciana.

## Química y fabricación

### Composición química

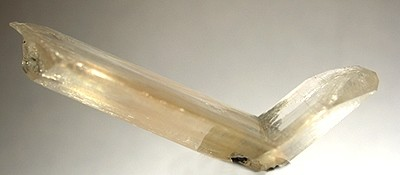
Cerusita, el ingrediente activo presente en la cerusa veneciana.

El principal ingrediente activo de la cerusa veneciana era la cerusa (PbCO3·Pb(OH)2) también conocida como hidrocerusita, que es una forma de hidrato de cerusita. La cerusita también se conoce como el metal pesado, carbonato de plomo (PbCO3), que favorece la despigmentación de la piel.
Además de sus efectos adversos para la salud del cuerpo humano, la cerusa tenía muchas cualidades que la convirtieron en un ingrediente valioso para su uso en varios productos cosméticos durante el siglo XVI. Su carácter opaco la convertía en un producto ideal para disimular imperfecciones en la superficie de la piel. La presencia de compuestos de plomo en la cerusa veneciana permitió que se disolviera en agua para formar una pasta espesa que el cuerpo podía absorber fácilmente a través de la piel. Cuando se mezclaba con vinagre, la composición de blanco de plomo de la cerusa veneciana tenía un efecto refrescante y secante que absorbía la humedad de la piel de la cara del individuo y prevenía la inflamación. Por lo tanto, los cirujanos también usaban cerusa con fines medicinales en el siglo XVI para secar las llagas húmedas.
El blanco de plomo no solo se usó en la cerusa veneciana, sino también en varios otros cosméticos del siglo XVI. Tenía presencia en productos de colorete para aplicación en las mejillas y se utilizaban en tintes de labios, al combinar pigmentos rojos como el bermellón o el sándalo y el cinabrio, que contenían compuestos más nocivos como el sulfuro de mercurio.

### Fabricación
El proceso de fabricación de la cerusa veneciana consistía en colocar cuidadosamente láminas de plomo en vasijas de barro parcialmente llenas de vinagre. Luego, las ollas se sellaban con tapas de plomo o paja empacada y se mantenían a un lado durante varias semanas, lo que permitía que se formara acetato de plomo y se produjera carbonato de plomo una vez que finalmente se expusiera al aire.
El blanco de plomo presente en la cerusa se originó en varios lugares de Europa, sin embargo, Italia era el principal fabricante de corrosivos y exportaba cerusa desde el siglo XIV. Tras la poderosa influencia del Renacimiento veneciano, Venecia se convirtió rápidamente en una importante capital comercial y de la moda durante la Baja Edad Media y el Renacimiento . Era bien conocido por sus artículos de lujo de alta calidad disponibles a precios más bajos y jugó un papel importante en el comercio de pigmentos. El blanco de plomo presente en la cerusa era exactamente el mismo compuesto utilizado en productos cosméticos, como en medicina y por artistas para pintar sobre lienzo. Como tal, sus múltiples usos significaban que la calidad y la pureza de la cerusa eran muy importantes para el usuario. Algunas fuentes afirman que la cerusa veneciana era mucho más cara que la cerusa normal debido a su mayor pureza y refinamiento, y su precio podía ser el doble que el del blanco de plomo normal.

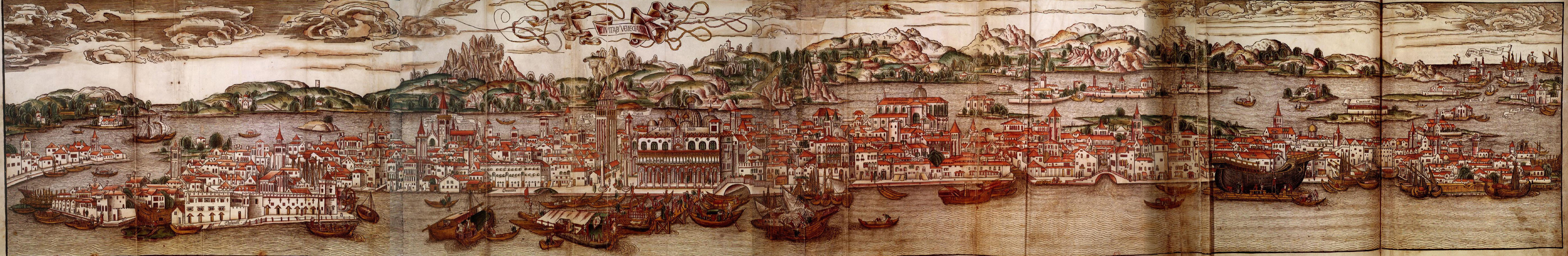
Venecia en el, una capital comercial mundial famosa por el comercio y las mercancías de alta calidad.

## Efectos secundarios
Muchos usuarios de la cerusa de Venecia eran conscientes de su potencial para causar efectos secundarios adversos para la salud, sin embargo, continuaban usando el producto a pesar de todo. Hacia finales del siglo XVIII, los estudios científicos concluyeron oficialmente la gravedad de los problemas de salud causados por la presencia de plomo en los productos cosméticos. En 2010, la Organización Mundial de la Salud (OMS) declaró al plomo como una de las diez principales sustancias químicas preocupantes en los cosméticos. Algunas fuentes afirman que pequeñas cantidades de carbonato de plomo expuestas a los humanos pueden elevar los niveles en sangre a altos niveles de toxicidad. La OMS declaró que los efectos secundarios del plomo son más prominentes luego de una exposición crónica o una exposición a corto plazo a altas dosis. El uso prolongado de cerusa veneciana era perjudicial para el cuerpo humano, ya que la piel absorbía constantemente grandes cantidades de plomo. El uso de este cosmético implicó la aplicación directa de compuestos dañinos de carbonato de plomo en la cara, lo que provocó que los usuarios regulares experimentaran envenenamiento por plomo.
Los síntomas del envenenamiento por plomo eran dolorosos y desagradables para el individuo afectado, incluidos, entre otros, dolor abdominal agudo, parálisis muscular, confusión mental y convulsiones incontrolables. Los síntomas más comunes del envenenamiento por plomo incluyen náuseas, dolor abdominal, presión arterial alta y fertilidad reducida tanto para hombres como para mujeres. El uso a largo plazo de la cerusa veneciana causaba problemas internos, como daños en los órganos internos y, en algunos casos, la muerte. También se ha descubierto que la toxicidad del plomo causa deterioro intelectual y daños en los huesos, los riñones y el hígado en particular. Los efectos secundarios superficiales incluyeron pérdida de cabello, particularmente en la parte delantera de la línea del cabello. Se sospecha que la pérdida de cabello experimentada por muchas mujeres durante el siglo XVI dio lugar al ideal de belleza isabelino de poseer una frente alta. Sin embargo, la calvicie también puede haber estado asociada con el contagio de sífilis; una enfermedad común durante el período del Renacimiento que atribuye la caída del cabello como un síntoma de enfermedad.
La razón por la que se prefirió la cerusa veneciana sobre otros polvos cosméticos del siglo XVI, como el almidón, el alabastro en polvo y el nácar triturado, se debió principalmente a su facilidad de aplicación y su capacidad para adherirse fácilmente a la piel. Otros aclaradores de la piel durante el siglo XVI que contenían mercurio e ingredientes ácidos eran más duros y eliminarían la epidermis superficial de la piel o detendrían la producción de melanina por completo. Algunas fuentes afirman que la fiel aplicación de cerusa por parte de muchos fue el resultado de los efectos secundarios causados por sus compuestos de plomo. Los compuestos de plomo hacían que la piel se moteara y se pelara con el uso a largo plazo, lo que dejaba manchas y cicatrices en la superficie de la piel. Estas imperfecciones solo podían ocultarse aplicando varias capas más del propio producto, creando un ciclo en el que las mujeres dependían diariamente de la cerusa veneciana para la vanidad. El producto también se usaba comúnmente para ocultar cicatrices como granos o pecas, o imperfecciones que quedaban de enfermedades como la viruela. Se creía que Isabel I de Inglaterra pudo haber contraído viruela en 1562, lo que le dejó cicatrices en la piel y provocó su posterior uso fiel de la cerusa veneciana para ocultar las imperfecciones que quedaban.

## Historia

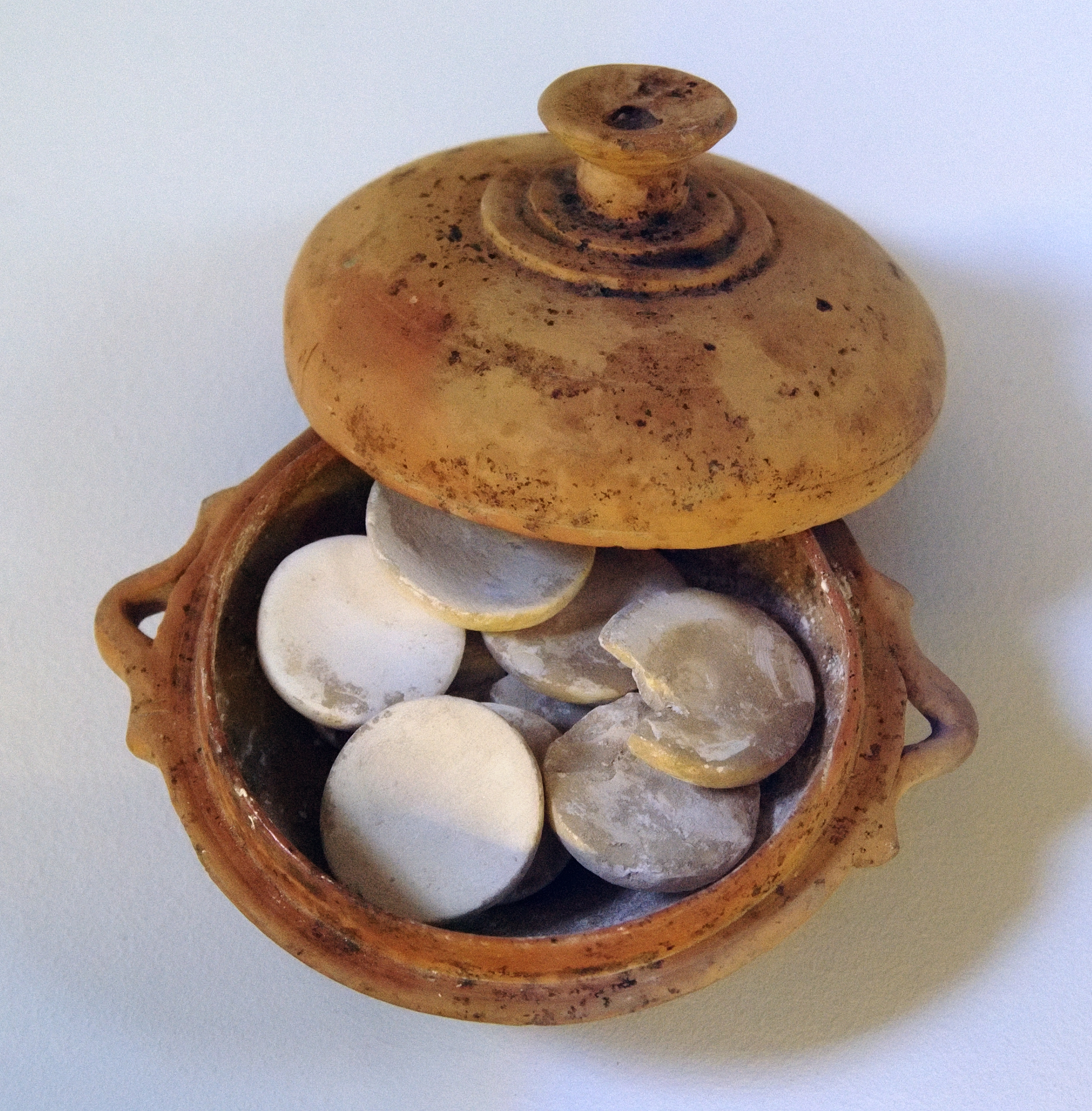
Cajita de maquillaje con pastillas de cerusa, proveniente de una tumba del ; ya era utilizada como cosmético en la antigua Grecia.

### Usos históricos de la cerusa
La práctica de aclarar la piel deliberadamente comenzó inicialmente en las antiguas Grecia y Roma, donde el carbonato de plomo se usaba como producto cosmético para blanquear la piel. Ya entonces se pensaba que la piel clara era un símbolo de feminidad, y los ideales de belleza de esa época favorecían la claridad en el cutis. El carbonato de plomo también se utilizó en todo el antiguo Egipto y Grecia como un cosmético blanco, conocido como cerussa. El ingrediente básico de la cerussa era el blanco de plomo, las heteras griegas lo empleaban mezclado con miel como mascarilla facial, la mantenían toda la noche y al levantarse lavaban el rostro con agua fría, aplicándose a continuación una nueva capa de la mezcla pero más diluida que confería a su tez un tono níveo y las damas romanas lo utilizaban para cubrir las imperfecciones y realzar el color de la piel. Los egipcios usaban sulfuro de plomo en el kohl, para su aplicación como maquillaje, típicamente alrededor de los ojos.
Aunque el aclarado de la piel puede tener connotaciones racistas al colorismo en la actualidad, las fuentes afirman que es posible que no haya motivaciones raciales manifiestas para las prácticas de aclarado de la piel durante la Antigüedad. Se cree que la asociación entre una piel más clara y un estatus social más alto comenzó a partir del siglo XVI.

### Ideales de belleza
Los estándares de belleza ideales durante la Baja Edad Media y principios del Renacimiento hacía que las mujeres aspiraran a lograr una tez blanca contrastada con mejillas y labios de color rojo brillante. La tez por la que se esforzaban muchas mujeres era una que fuera tan "brillante como la luz de la luna" y "clara como la nieve". Durante la Edad Media, las personas tenían poco acceso a medicamentos efectivos para el tratamiento de las muchas enfermedades que proliferaban en ese momento. Por lo tanto, tener una piel fina, clara y libre de imperfecciones era muy buscado, ya que se consideraba un indicador social de un individuo con buena salud y fertilidad para las mujeres.
A pesar de los ideales de belleza isabelinos a los que se enfrentaban las mujeres, el uso de cosméticos no era bien visto por el público en general. Las mujeres que usaban productos cosméticos, incluida la cerusa veneciana, a menudo eran vistas como promiscuas e infieles. Algunas fuentes afirman que el acné, un efecto secundario del uso de cerusa, incluso se asoció con la brujería durante el siglo XVI. Aunque el uso de cerusa era bastante visible en el rostro de la persona, muchas mujeres preferían mantener el uso de cerusa veneciana en secreto y no revelaban esta información ni siquiera a sus familias. El uso de la cerusa veneciana fue en gran parte con el propósito de realzar la belleza creando una tez suave y natural. Sin embargo, los que no usaban la cerusa hacían comentarios sobre su apariencia antinatural y condenaban a las mujeres por usar cosméticos a base de plomo a pesar de sus conocidos efectos secundarios adversos. Se dice que Maria Coventry, condesa de Coventry, adoptó los ideales de belleza de la época mientras estaba en París, sin embargo, su esposo, el conde de Coventry, lo desaprobó e intentó limpiarle la cerusa veneciana de su rostro en público. Los cosméticos también se conocen con la palabra latina "fucus" que se traduce como "color falso", lo que sugiere además que usar maquillaje "no es natural".
Es posible que las prácticas para aclarar la piel, como el uso de la cerusa veneciana, no hayan tenido una motivación racial directa durante la época isabelina. Más bien, la búsqueda de una tez clara era impulsada en gran medida por sus asociaciones con el alto estatus y la riqueza del individuo. Esto se debió a que los trabajadores que realizaban trabajos al aire libre bajo la luz solar directa a menudo tenían la piel bronceada, mientras que las personas en puestos más altos dentro de la sociedad tenían el lujo de permanecer en el interior y no trabajar. Isabel I de Inglaterra solo fue representada con piel blanca muy clara, como resultado de la cerusa veneciana, para enfatizar su nobleza y alto estatus. Muchos retratos durante la época isabelina también mostraban sirvientes con una tez oscura en el fondo, para enfatizar la "luminosidad" del sujeto principal con una tez más clara.

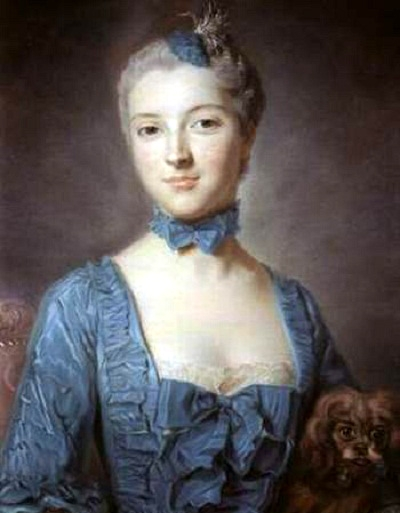
Un retrato de Maria Coventry que representa los ideales de belleza de los siglos XVI a XVIII de una tez clara muy blanca con mejillas y labios coloreados.

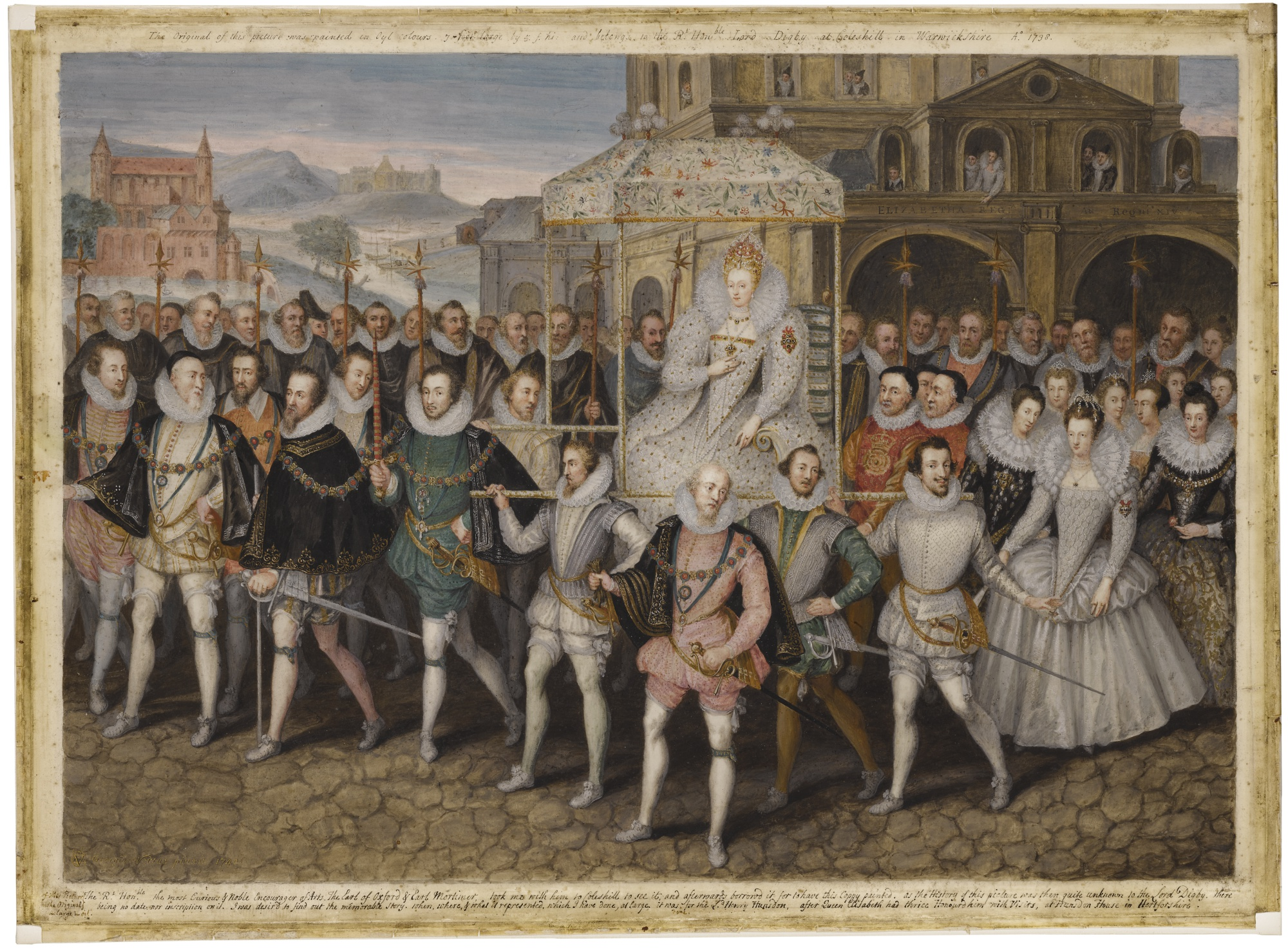
La procesión de Isabel I de Inglaterra. Ha sido retratada con ligereza y luce una tez muy clara, indicativa de su nobleza.